# Circondario di Venezia
Il circondario di Venezia era uno dei circondari in cui era suddivisa l'omonima provincia.

## Storia
Il circondario di Venezia fu istituito in data imprecisata.
Venne soppresso nel 1927 come tutti i circondari italiani.

## Suddivisione
Il circondario era suddiviso nei distretti di Venezia, Dolo, Mestre, Mirano, Portogruaro, San Donà di Piave